# Aptaun Records
Aptaun Records – polska niezależna wytwórnia muzyczna, specjalizująca się w nagraniach z gatunku hip-hop. Powstała w 2009 roku w Warszawie z inicjatywy Tomasza Gochnio. Firma prowadzi także działalność z zakresu impresariatu, a także sprzedaży i produkcji odzieży. Nakładem wytwórni ukazały się nagrania takich wykonawców jak: Pyskaty, Te-Tris, Siwers, Pogz, Planet ANM, B.O.K, Żyt Toster, DJ OneTouch, W.E.N.A. oraz PeeRZet.
Dystrybucję nagrań Aptaun Records prowadzi Firma Księgarska Jacek Olesiejuk.